# عصفلدين تركي
العِصْفَلْدِين التركي (باللاتينية: Asphodeline turcica) نوع نباتي ينتمي إلى جنس العِصْفَلْدِين من الفصيلة الزانثوروية (باللاتينية: Xanthorrhoeaceae).

## الموئل والانتشار
الموئل الأصلي لهذا النوع تركيا.